# Naenaria dubiosa
Naenaria dubiosa là một loài tò vò trong họ Ichneumonidae.